# 川越銀行
川越銀行（かわごえぎんこう）は明治13年（1880年）1月20日に埼玉県川越町（現川越市）に開業した埼玉県で最初の私立銀行。日本初の私立銀行三井銀行（1876年）に遅れること4年の開業であった。

## 沿革
川越藩の御用商人で、明治5年（1872年）には川越郵便局を開設した水村精が中心となり、川越の豪商7名によって設立された埼玉県初の私立（民営）銀行。
全国でも7番目の私立銀行で、三井銀行など東京府に設立された銀行を除く地方都市では徳島県に久次米兵次郎が開行した久次米銀行（現在の阿波銀行）に遅れること2ヶ月の2番目の私立銀行であった。設立認可は前年（1879年）12月19日。
同行が開業すると株主希望者が殺到、すぐに資本金を増資し、松山町（現埼玉県東松山市）に支店を開設した。
埼玉の商都・川越町では明治11年（1878年）に県内最初の銀行であり県内唯一の国立銀行である第八十五国立銀行が開行するなど県下に先駆けて金融資本の蓄積が始まった。その後1888年に解散した。